# (4688) 1980 WF
1980 دابليو أف (ويعرف أيضًا باسم (4688) 1980 دابليو أف وفق تسمية الكوكب الصغير) (بالإنجليزية: 1980 WF)‏ هو كويكب ضمن حزام الكويكبات؛ وترتيبه 4688 من حيث الاكتشاف.
اكتُشف هذا الجُرم الفلكي بواسطة تشارلز كوال في 29 نوفمبر 1980.

## وصلات خارجية
- (4688) 1980 WF في قاعدة بيانات مختبر الدفع النفاث لأجرام النظام الشمسي الصغيرة

- الاكتشاف · مخطط المدار ·  العناصر المدارية · المعلمات المادية

- (4688) 1980 WF على موقع ويكي سكاي: DSS2, SDSS, GALEX, IRAS, Hydrogen α, X-Ray, Astrophoto, Sky Map, Articles and images